# Alvise Mocenigo (1507–1577)
Alvise I Mocenigo (Aloise Mocenigo I) (ur. 26 października 1507, zm. 4 czerwca 1577) – doża Wenecji od 11 maja 1570 do 4 czerwca 1577.
W 1548 roku ambasador w Rzeszy Niemieckiej. Za jego panowania Wenecja utraciła Cypr (Nikozja), zawiązano Świętą Ligę, a 7 października 1571 miała miejsce morska bitwa pod Lepanto, w wyniku której chwilowo zatrzymano podboje tureckie.

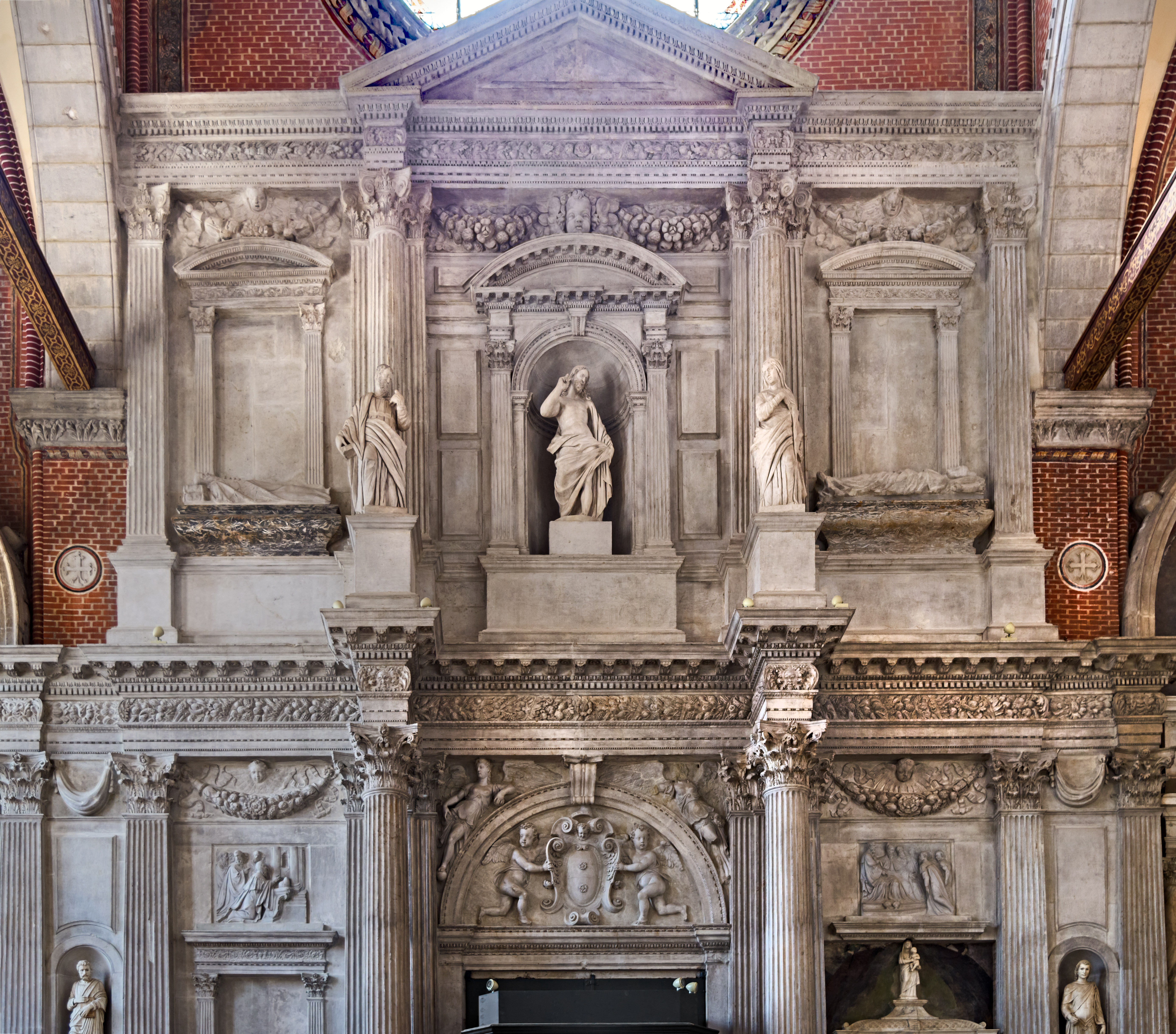
Grób Alvise Mocenigo